# Rosa San Segundo
Rosa San Segundo Manuel es una investigadora y profesora universitaria española, experta en igualdad y violencia de género. Es catedrática en información y documentación de la Universidad Carlos III de Madrid y experta en Sistemas de Clasificación, Organización del conocimiento y Estudios de Género. Preside la Plataforma Universitaria de Estudios Feministas y de Género (EUFEM) creada en 2016. Especialista en estudios sobre derechos de las mujeres, ha dirigido desde su creación en 2012 hasta 2020 el Instituto Universitario de Estudios de Género de la Universidad Carlos III de Madrid. Es miembro del Consejo Feminista del PSOE-M desde su creación en julio de 2025.   

## Trayectoria
Licenciada en Filosofía y doctora en Documentación (1992) por la Universidad Complutense de Madrid está especializada en Sistemas de Clasificación y Organización del Conocimiento. Realizó el doctorado en Información y Comunicación en la  Universidad Carlos III de Madrid (UC3M), donde es profesora titular desde 1994 del área de Biblioteconomía y Documentación.  Desde 2011 es catedrática en información y documentación del Departamento de Biblioteconomía y Documentación de la Facultad de Humanidades, Comunicación y Documentación de la misma universidad
Experta en igualdad y violencia de género, en el terreno académico destaca su contribución a la transferencia social del conocimiento científico en favor de la igualdad y el principio educativo de no discriminación. Ha sido directora del Instituto de Estudios de Género de la Universidad Carlos III desde su creación en 2012 hasta 2020 y secretaria y presidenta de la Junta de Personal, directora y secretaria del Departamento de Biblioteconomía y Documentación de la Universidad. También preside la Junta gestora de la Plataforma Universitaria de Estudios Feministas y de Género (EUFEM) creada en 2016.
Desde 2017 es miembro fundacional del equipo UC3M4Safety con el que ha presentado una patente del sistema multimodal para determinar un estado emocional (BINDI) enfocada a la protección de víctimas de violencia de género.
Además de sus aportaciones en el ámbito académico, Rosa San Segundo pertenece a varias ONGs que trabajan por la igualdad y contra la violencia de género, entre ellas la Federación de Asociaciones de Mujeres Separadas y Divorciadas, la Federación de Mujeres Progresistas y la Plataforma Española del Voluntariado. También forma parte desde su creación en julio de 2025 es miembro del Consejo Feminista del PSOE-M.

## Publicaciones
Selección de libros y artículos:
- Enunciación de la violencia de género y marco educativo para su prevención. Multidisciplinary Journal of Gender Studies, 8(1), 26-47; Codina-Canet, A., & San Segundo, R. (2016)
- Propuesta de un Centro de Archivo del Feminismo tras el análisis de los fondos documentales del Movimiento Feminista. Revista española de Documentación Científica, 39 (1); San Segundo, R. (2019).
- Conceptualización de la violencia de género. En Manual de Especialista en Gestión de Políticas de Igualdad (pp. 127-295). Navarra: Aranzadi y San Segundo, R. (2019).
- Primeras bibliotecarias en la protección del patrimonio bibliográfico. En Tejiendo pasado: patrimonio cultural y profesión, en género femenino (pp. 279-295). Comunidad de Madrid, Dirección General de Patrimonio Cultural.
- Curación digital y género en la ciencia de la información: acceso y preservación (2022) ISBN: 978-84-1311-649-5
- Teoría e historia de la clasificación bibliotecaria en España, siglos XIX y XX (1993) Editorial Universidad Complutense

### Artículos
- El rol del audiovisual en la activación de la memoria autobiográfica en víctimas de violencia de género con Clara Sainz de Baranda  Marian Blanco Ruiz y Rosa San Segundo Manuel en Cuestiones de género: de la igualdad y la diferencia,  1699-597X, Nº. 16, 2021  Marian Blanco Ruiz[12]
- Proyectos documentales digitales para la reconstrucción de la Historia de las mujeres con análisis de género (2021) María Adelina Codina Canet, Rosa San Segundo Manuel en Historia y comunicación social,  1137-0734, Vol. 26, Nº 1, 2021, págs. 279-289
- Perspectiva de género y social en las STEM: La construcción de sistemas inteligentes para detección de emociones (2021) Clara Sainz de Baranda Andújar, Marian Blanco Ruiz, José Ángel Miranda Calero, Laura Gutiérrez Martín, Manuel Felipe Canabal Benito, Rosa San Segundo Manuel, Celia López Ongil Sociología y tecnociencia: Revista digital de sociología del sistema tecnocientífico,  1989-8487, Vol. 11, Nº. Extra 1, 2021 (Ejemplar dedicado a: Present and Future of STEM Training: Challenges and Defiances), págs. 83-115
- Bibliografía de Ana Mª Pérez del Campo fundamentada en su archivo personal (2020) María Adelina Codina Canet (comp.), Rosa San Segundo Manuel (pr.) Biblios: Revista electrónica de bibliotecología, archivología y museología,  1562-4730, Nº. 80, 2020
- Enunciación de la violencia de género y marco educativo para su prevención Rosa San Segundo Manuel, María Adelina Codina Canet Géneros,  2014-3613, Vol. 8, Nº. 1, 2019, págs. 26-47
- Mujeres bibliotecarias durante la II República: de vanguardia intelectual a la depuración (2019) Rosa San Segundo Manuel, María Adelina Codina Canet. Audema Editorial[13]